# Somniloquía
La somniloquía, somniloquia o hablar dormido es una parasomnia referida al hablar en voz alta durante el sueño. Puede ser bastante fuerte, variar entre simples sonidos hasta largos discursos, y ocurrir una o varias veces durante el sueño. Los oyentes pueden entender, o no, lo que la persona dormida está diciendo.
El hablar dormido, generalmente, ocurre durante un despertar transitorio del sueño. También puede ocurrir durante el sueño MOR/REM, en cuyo caso representa una traslación motora del habla del sueño (las palabras dichas en el sueño son pronunciadas en voz alta). El somnílocuo no es consciente de su propia vocalización y su discurso no relaciona entre lo real y lo irreal.
El hablar dormido es muy habitual y es informado en un amplio porcentaje en etapas infantiles, superándolo la mayoría durante la pubertad, aunque puede persistir hacia la edad adulta. [cita requerida]
En los pequeños, el hablar dormido se relaciona con vivencias y emociones diarias y, generalmente,
tienden a un sentido común. En cambio, en adultos, las vivencias son en una mayor cantidad y las
emociones mucho más fuertes. Esto produce que, cuando se desconecta el cerebro en proceso de reposo,
el cambio sea mucho más fuerte y se pierda la consciencia y su relación con el inconsciente y, a su
vez, lo real de lo irreal. [cita requerida]
El hablar dormido, por sí solo, es inofensivo y el contenido debe ser tomado con ligereza. Sin embargo, puede llegar a despertar a otros y causar consternación, especialmente cuando es confundido por habla consciente por un observador (cosas sin sentido que no se relacionan entre sí). Si el contenido del discurso es dramático, emocional o agresivo puede ser señal de otro trastorno del sueño. De persistir, se puede mejorar con la ayuda de un profesional.

## Causas
Es algo más común de lo que se cree, pero como no somos conscientes de lo que estamos diciendo y como tampoco recordamos qué fue lo que dijimos, los cuestionamientos acerca de si mencionamos algo vergonzoso o algo que no debía mencionarse, son muy recurrentes. Especialmente por el hecho de que hay quienes sostienen que es posible que en nuestro discurso nocturno se revelen algunos de los deseos subconscientes. 
Las investigaciones han demostrado que generalmente no se trata de algo interesante, sino que más bien, mayoritariamente, se trata de discursos sin sentido y con una escasa duración de entre 1 y 2 segundos. Sin embargo, no deja de ser un acto fascinante si tenemos en cuenta las formas en la que se desarrolla.
Hay que tener en cuenta que no es una enfermedad, es muy normal entre los niños, pero si la persona tiene somniloquías frecuentemente, es posible que sea por alguna de estas causas, o síntoma de ellas:
- El Sonambulismo.
- El Síndrome de apnea-hipopnea durante el sueño.
- Los Terrores nocturnos - terror intenso, alaridos, gritos.
- Los trastornos alimenticios relacionados con el sueño.
- Las jornadas intensas, estrés, cansancio.
- La Trisomía.

No necesariamente debería ser por estas causas, puede ser completamente normal aunque la persona que tenga somniloquías muy frecuentes o poco frecuentes.
También se ha podido apreciar que los periodos de gran estrés, la ansiedad, el consumo de alcohol y la fiebre pueden provocar o agudizar este fenómeno. [cita requerida] Además, puede ocurrir cuando la persona duerme en un entorno que le resulta poco familiar. 

## Consecuencia
El 8,4% de las personas que tienen somniloquías con frecuencia han tenido o tendrán Sonambulismo al menos una vez en su vida. [cita requerida]

## Otros fenómenos del sueño
- Bruxismo.
- Sonambulismo.
- Síndrome de la cabeza explosiva.

- Datos: Q635495